# パーキンソンの法則

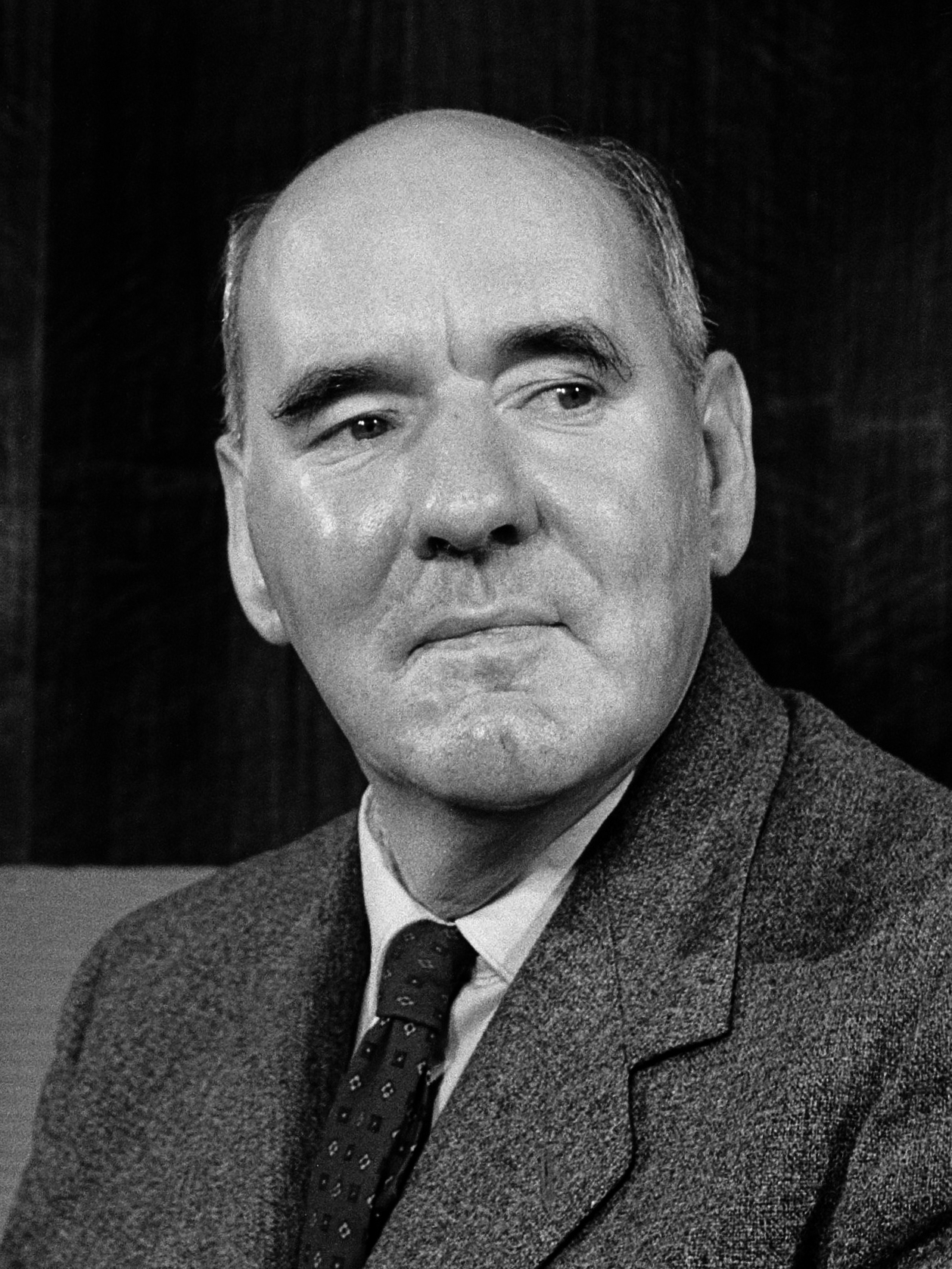
「パーキンソンの法則」の由来となったシリル・ノースコート・パーキンソン（1909年-1993年）

パーキンソンの法則（パーキンソンのほうそく、英語: Parkinson’s law）とは、ある資源に対する需要は、その資源が入手可能な量まで膨張するという法則である。つまり、人員が増えたことによる「一人ごとの仕事量の減少」が労働時間の減少にはつながらないこと、時間やお金といった「あらゆる資源」を人間はあればあるだけ使ってしまうこと。
元々は、英国の官僚制を俯瞰した結果として、官僚達が自分達の相互利益のために、仕事を作り出して行政運営を実施し、それに見合う部下を新たに雇い入れ、予算が得られれば得られた分だけ、官僚達が増長してゆく様子を示した法則であった。しかし、官僚以外でもヒトが関わる他分野も似たような現象が発生していると判り、広く法則が応用されていった。

## 歴史
パーキンソンの法則は、1958年に英国の歴史学者・政治学者のシリル・ノースコート・パーキンソンが、その著作『パーキンソンの法則：進歩の追求』、およびその中で提唱した法則である。

## 法則
パーキンソンの法則を一言で言うと、例えば、役人の数は、仕事の量とは無関係に増え続けるという説明が可能である。
具体的な法則としては、
第1法則
仕事の量は、完成のために与えられた時間を全て満たすまで膨張する。
第2法則
支出の額は、収入の額に達するまで膨張する。
以上の2つから成る。

### 第1法則
パーキンソンの法則は、英国の官僚制を幅広く観察した結果に基づいた結果として導き出された。例えば、当時のイギリス帝国が縮小していたにもかかわらず、植民地省の職員数は増加していたとパーキンソンは指摘した。
パーキンソンによれば、このような結果は、
1. 役人はライバルではなく、部下が増えることを望む。
2. 役人は相互に仕事を作り合い、部下の必要性を高める。

という2つの要因によって引き起こされる。また、パーキンソンは、官僚制内部の総職員数は、為すべき仕事の量の増減と無関係に、毎年5％から7％増加したとも指摘した。要するに、官僚や役人という者達は、自分達の相互利益のために、行政を運営してゆくという法則とも言える。

## コンピュータ分野への応用
パーキンソンの法則には、コンピュータに関するバリエーションも存在する。それは「データ量は与えられた記憶装置のスペースを満たすまで膨張する」という物である。他に、システムに組み込まれるメモリー容量の増加は、より多くのメモリを必要とするソフトウェアやハードウェアの登場を促すという物である。
参考までに、ゴードン・ムーアが1965年に発表したムーアの法則によれば、過去10年間の傾向として、単位面積当たりに集積可能なコンピュータ用のトランジスタの個数は、12か月から18か月で倍増し、それに伴って、コンピュータの動作速度が向上してきたという。他にも、コンピュータのシステムのメモリー使用量は、おおむね18か月毎に倍増してきたという。また、単価当りのメモリー量も12か月毎に倍増してきた。しかし、物理的な限界が有り、この傾向は永遠には続かない。例えば、コンピュータの性能の倍増速度も、12か月から18か月と言われていたのが、21世紀初頭には24か月と下方修正された。それでも、20世紀から21世紀にかけて、コンピュータの性能向上が続いてきた点には、相違が無い。
ところが、そのコンピュータの性能向上を、例えば、演算のためだけに使ってきたかと言えば、そうではない。例えば、ヒトがコマンドを打ち込んでコンピュータに命令をさせていた頃には、一般的でなかったGUIが登場し、そのGUIの維持のためにコンピュータの性能が割かれていった。他にも、GUIを備えたWindowsシリーズのOSを俯瞰してみれば、当初はCD-ROM1枚で充分に頒布できていた物が、次第に、CD-ROMでは記録容量が不足した。また、ただ単にOSを起動させるだけで、コンピュータに高い性能が求められるようになった。
これらの事実を、まるでイギリス帝国の役人が、役人達自身に仕事を作り出し、部下の数を増やし、その多額の維持費用を必要とする行政システムを作り上げていった事に喩えて、コンピュータ分野にパーキンソンの法則を応用したのである。

## 一般化
パーキンソンの法則は、コンピュータの分野にも応用できたように、他の分野にも応用し得る。パーキンソンの法則を、より一般的に説明すれば「ある資源に対する需要は、その資源が入手可能な量まで膨張する」という形で述べられる。判り易い例としては、たとえ「どんなに大きな冷蔵庫を買っても、必ず満杯になる」や「手狭になったので、より広い住居に転居しても、放っておけば、転居先で物がさらに増えて、やはり転居先も手狭になる」などが挙げられる。

## パーキンソンの凡俗法則
『パーキンソンの法則』で提唱された法則には「組織はどうでもいい物事に対して、不釣り合いな程に重点を置く」という物も存在する。しかし、既述した第1・第2法則とは内容の関連が低いために、区別してパーキンソンの凡俗法則と呼ばれる。